# Palaeocampylopus buragoae
Palaeocampylopus buragoae là một loài rêu trong họ Dicranaceae. Loài này được Ignatov & Shcherbakov mô tả khoa học đầu tiên năm 2009.